# Вилхелм V фон Монфор-Брегенц
Вилхелм V фон Монфор-Брегенц (на немски: Wilhelm V Graf von Montfort-Bregenz; Wilhelm VII Graf von Montfor; † 6 март 1422) е граф на Монфор-Брегенц.

## Произход
Той е от влиятелния и богат швабски род Монфор/Монтфорт, странична линия на пфалцграфовете на Тюбинген.
Син е на граф Конрад фон Монфор-Брегенц († 20 декември 1387) и съпругата му Агнес фон Монфор-Тостерс († сл. 30 март 1394), дъщеря на граф Хуго VI фон Монфор-Фелдкирх-Тостерс († 29 март 1359) и Берта фон Кирхберг († 22 юли 1371). Внук е на граф Вилхелм II/III фон Монфор-Брегенц († 1373/1374) и правнук на Вилхелм I фон Монфор-Брегенц († 1348/1350). Майка му се омъжва втори път за Албрехт IV фон Верденберг-Хайлигенберг († 1415/1418), син на граф Албрехт II фон Верденберг-Хайлигенберг († 1371/1373) и Агнес фон Нюрнберг († 1364).
Брат е на Хуго фон Монфор-Брегенц († 10 април 1444), рицар в ордена Св. Йоан, и Елизабет фон Монфор († 30 януари 1422), омъжена сл. 17 юли 1389 г. за граф Йохан II фон Валдбург (1345 – 1424). Полубрат е на незаконните Клара фон Монфор-Брегенц († 1393) и Йохан фон Монфор-Брегенц († сл. 1414).

## Фамилия
Вилхелм V фон Монфор-Брегенц се жени пр. 28 септември 1387 г. за Кунигунда фон Тогенбург († между 2 февруари 1426 и 4 януари 1436), дъщеря на граф Донат фон Тогенбург († 7 ноември 1408) и Агнес фон Хабсбург-Лауфенбург († сл. 1425). Те имат една дъщеря:
- Елизабет фон Монфор-Брегенс (пр. 1399/ 1422 – 1458), омъжена I. ок. 1411/пр. 31 август 1413 г. за граф Еберхард VII фон Неленбург († 1421/1422), II. 1422/1424 г. (развод 1436 г.) за маркграф Вилхелм фон Хахберг-Заузенберг (1406 – 1482)